# Bruïtisme
Bruïtisme (uit het Frans: bruit = 'lawaai, geruis') is een futuristische muziekstroming die ontstond rond de jaren twintig van de 20e eeuw in Italië. In het bruïtisme bestaat het compositorisch materiaal uit 'lawaai' of 'ruis', waarbij tonaliteit niet of veel minder ter zake doet.
Bekende componisten zijn Marinetti en Luigi Russolo. De laatste schreef het pamflet The Art of Noise, waarin de stijlkenmerken uiteengezet werden.
Op 11 maart 1913 publiceerde de Italiaanse futuristische schilder, componist en muziekinstrumentenbouwer Luigi Russolo zijn futuristische manifest The Art of Noise en hetzelfde jaar instrumenten, die hij Intonarumori (lawaaimachines) noemde. Met deze instrumenten maakte hij muziek die in hoofdzaak gebaseerd was op industrieel geluid. In 1916 publiceerde hij het boek L'arte dei rumori.